# Viburnum divaricatum
Viburnum divaricatum är en desmeknoppsväxtart som beskrevs av George Bentham. Viburnum divaricatum ingår i släktet olvonsläktet, och familjen desmeknoppsväxter. Inga underarter finns listade i Catalogue of Life.